# Bob-Europameisterschaft 1973
Die Bob-Europameisterschaft 1973 wurde am 20. und 21. Januar  im Zweierbob und am 27. und 28. Januar  1973 im Viererbob zum zweiten Mal auf der Pista di bob del Lago Blu  im italienischen Cervinia am Fuße des Matterhorns ausgetragen.

## Zweierbob
Durch den Ausfall des italienischen Altmeisters Nevio de Zordo waren die bundesdeutschen Bobs um Olympiasieger Wolfgang Zimmerer und  den Silbermedaillengewinner von Sapporo, Horst Floth, die klaren Favoriten. Floth hatte sich zudem mit Zehnkampf-Olympiasieger Willi Holdorf verstärkt, nachdem sein langjähriger Anschieber Pepi Bader vom Leistungssport zurückgetreten war. Auf der schwierigen Bahn am Fuße des Matterhorns ließen Zimmerer/Utzschneider von Anfang an keinen Zweifel an ihrer Titelverteidigung. Nach dem ersten Wettkampftag führend, fuhren sie im dritten Lauf Bestzeit und blieben als einziger Bob unter 1:12.00 Minuten. So reichte im vierten Lauf eine Sicherheitsfahrt, um sich erneut den EM-Titel zu sichern. Willi Holdorf bewies auch noch mit 32 Jahren, dass er in der Eisrinne eine gute Figur machen konnte. Mit Horst Floth erkämpfte er im Ringen mit dem österreichischen Duo Delle Karth/Sperling die Silbermedaille. Zu den Enttäuschungen gehörten neben den italienischen Gastgebern die Schweizer Bobs, von denen sich keiner unter den besten Zehn platzieren konnte.
| Platz | Bob                                                   | 1. Lauf | 2. Lauf | 1. Tag  | 3. Lauf | 4. Lauf | Gesamtzeit Rückstand |
| ----- | ----------------------------------------------------- | ------- | ------- | ------- | ------- | ------- | -------------------- |
| 1     | BR Deutschland I Wolfgang Zimmerer Peter Utzschneider |         |         | 2:23,81 | 1:11,87 | 1:12,46 | 4:48.14              |
| 2     | BR Deutschland II Horst Floth Willi Holdorf           |         |         | 2:23,95 | 1:12,22 | 1:12,48 | 4:48.65 +0.51        |
| 3     | Österreich I Werner Delle Karth Fritz Sperling        |         |         | 2:24,56 | 1:12,13 | 1:12,06 | 4:48.75 +0.61        |
| 4     | BR Deutschland III Georg Heibl Fritz Ohlwärter        |         |         | 2:25,09 | 1:12,48 | 1:12,15 | 4:49.72 +1.58        |
| 5     | Italien I Oscar Dandrea Franco Perruquet              |         |         | 2:25,17 | 1:12,61 | 1:12,99 | 4:50.87 +2.73        |
| 6     | Rumänien I Ion Panțuru Dumitru Focșeneanu             |         |         |         |         |         | 4:50.99 +2.85        |
| 7     | Italien II Aldo Dandrea Roberto Porzia                |         |         | 2:26,02 | 1:12,71 | 1:12,62 | 4:51.35 +3.21        |
| 8     | Österreich II Peter Perner Otto Breg                  |         |         | 2:26,27 | 1:12,53 | 1:12,71 | 4:51.51 +3.37        |
| 9     | Frankreich II Alain Roy Serge Hissung                 |         |         |         | 1:12,43 | 1:12,73 | 4:51.51 +3.37        |
| 10    | Frankreich I Patrick Parisot Mark Laurent             |         |         | 1:25,64 | 1:12,98 | 1:13,04 | 4:51.66 +3.52        |

## Viererbob
Nach dem EM-Titel im Zweierbob gelang Bobpilot Wolfgang Zimmerer als erstem Bobfahrer überhaupt das Double, er gewann beide Titel bei einer Europameisterschaft. Auf der schwierigen Natureisbahn lag der Ohlstädter Bob bereits am ersten Wettkampftag vorn. Der Schweizer Fritz Lüdi, bis dahin eher nicht zur ersten Garnitur gehörend, lag bereits am ersten Wettkampftag auf dem Silberrang und konnte diesen auch am zweiten Wettkampftag verteidigen. Der Weltmeister von 1971, René Stadler, kam schwer in den Wettkampf und lag zur Halbzeit zunächst auf Rang vier. Da aber der bis dahin drittplatzierte Herbert Pitka am zweiten Wettkampftag deutlich schlechter fuhr, konnte Stadler mit einer Aufholjagd noch den Bronzerang belegen. Für die italienischen Gastgeber endete die EM enttäuschend. Nachdem es schon in der Zweierbob-Konkurrenz zu keiner Medaille gereicht hatte, fuhr die große Bobnation auch im großen Schlitten hinterher.
| Rang | Athleten                                                               | Bob               | 1. Lauf | 2. Lauf | 1. Tag | 3. Lauf | 4. Lauf | Gesamtzeit Rückstand |
| ---- | ---------------------------------------------------------------------- | ----------------- | ------- | ------- | ------ | ------- | ------- | -------------------- |
| 1    | Wolfgang Zimmerer Stefan Gaisreiter Peter Utzschneider Fritz Ohlwärter | BR Deutschland I  |         |         |        | 1:09,76 | 1:10,39 | 4:39,40              |
| 2    | Fritz Lüdi Thomas Hagen Ferdi Müller Thomas Häseli                     | Schweiz II        |         |         |        | 1:10,74 | 1:10,09 | 4:40,12 +0.72        |
| 3    | René Stadler Werner Camichel Erich Schärer Peter Schärer               | Schweiz I         |         |         |        | 1:10,32 | 1:10,25 | 4:40,55 +1.15        |
| 4    | Herbert Pitka Hermann Pschorr Helmut Wurzer Franz Frey                 | BR Deutschland II |         |         |        | 1:10,40 | 1:11,02 | 4:41,23 +1.83        |
| 5    | Enzo Vicario Corrado Dal Fabbro Adriano Frassinelli Ezio Fiori         | Italien II        |         |         |        | 1:10,50 | 1:11,24 | 4:41,70 +2.30        |
| 6    | Eugenio de Zordo Lino Benoni Luciano de Paolis Donato de Zordo         | Italien IV        |         |         |        | 1:10,31 | 1:10,87 | 4:41,99 +2.59        |
| 7    | Emile Montangero Bruno Blickenstorfer Hansruedi Wettstein Fredy Alt    | Schweiz III       |         |         |        | 1:11,09 | 1:10,55 | 4:42,64 +3.24        |
| 8    | Werner Delle Karth Fritz Sperling Walter Delle Karth jun. Werner Moser | Österreich I      |         |         |        |         |         | 4:42,98 +3.58        |
| 9    | Christaud ?                                                            | Frankreich I      |         |         |        |         |         | 4:43,05 +3.65        |
| 10   | Alvera ?                                                               | Italien III       |         |         |        |         |         | 4:43,29 +3.89        |
| 11   | Perner ?                                                               | Österreich II     |         |         |        |         |         | 4:43,72 +4.32        |
| 12   | Roy ?                                                                  | Frankreich II     |         |         |        |         |         | 4:44,05 +4.65        |
| 13   | Müller ?                                                               | Schweiz IV        |         |         |        |         |         | 4:44,34 +4.94        |

## Medaillenspiegel
| Platz | Nation         | Gold | Silber | Bronze |
| ----- | -------------- | ---- | ------ | ------ |
| 1     | BR Deutschland | 2    | 1      | –      |
| 2     | Schweiz        | –    | 1      | 1      |
| 3     | Österreich     | –    | –      | 1      |